# SVGFF Premier Division
La SVGFF Premier League es la competencia de fútbol más importante de San Vicente y las Granadinas. La Premier League se fundó en 2009 bajo el nombre NLA SVGFF Club Championship, antes de esto el fútbol en el país no tenía una liga dominante con un formato establecido.
En los años siguientes a 2009 la liga ha mantenido más regularidad, exceptuando las temporadas 2020-21 y 2021-22 donde el torneo fue suspendido y no celebrado respectivamente debido a la Pandemia de COVID-19; después de eso hubo una nueva interrupción en el certamen 2023-24 por razones desconocidas.

## Formato
El formato ha variado desde la reorganización, pero las últimas temporadas se ha establecido la liga de 10 equipos donde el campeón lo determina la posición de la tabla.
Desde la temporada 2010/11, los equipos de San Vicente y las Granadinas no participan en el Campeonato de Clubes de la CFU ni en la Concacaf Liga Campeones.

## Equipos de la temporada 2025
| Equipo                  | Ciudad          | Estadio                                  |
| ----------------------- | --------------- | ---------------------------------------- |
| Avenues United          | Kingstown       | Parque Victoria / Brighton Playing Field |
| Awesome FC              | East St. George | Parque Victoria / Brighton Playing Field |
| Camdonia Chelsea SC     | St. Andrew      | Parque Victoria / Brighton Playing Field |
| Hope International      | Kingstown       | Parque Victoria / Brighton Playing Field |
| Jebelle FC              | Kingstown       | Parque Victoria / Brighton Playing Field |
| Layou FC                | Kingstown       | Parque Victoria / Brighton Playing Field |
| North Leeward Predators | Chateaubelair   | Parque Victoria / Brighton Playing Field |
| BESCO Pastures          | Buccament       | Parque Victoria / Brighton Playing Field |
| Sion Hill FC            | Kingstown       | Parque Victoria / Brighton Playing Field |
| SV United               |                 | Parque Victoria / Brighton Playing Field |

## Palmarés
| Año       | Campeón                                |
| --------- | -------------------------------------- |
| 1998-99   | Camdonia Chelsea SC                    |
| 1999-2003 | No disputado                           |
| 2003-04   | Hope International FC                  |
| 2004-05   | Universal Mufflers Samba FC            |
| 2005-06   | Hope International FC                  |
| 2006-07   | No disputado                           |
| 2007-08   | Aparentemente fue abandonado           |
| 2008-09   | No disputado                           |
| 2009-10   | Avenues United FC                      |
| 2010-11   | Avenues United FC                      |
| 2012      | Avenues United FC                      |
| 2013-14   | BESCO Pastures FC                      |
| 2014-15   | Hope International FC                  |
| 2016      | System 3 FC                            |
| 2017      | Avenues United FC                      |
| 2018-19   | BESCO Pastures FC                      |
| 2019-20   | Hope International FC                  |
| 2020-21   | Abandonado por la pandemia de Covid-19 |
| 2021-22   | No disputado                           |
| 2022-23   | Jebelle FC                             |
| 2023-24   | No disputado                           |
| 2024-25   | North Leeward Predators                |

## Títulos por club
| Club                          | Títulos | Años campeón                       |
| ----------------------------- | ------- | ---------------------------------- |
| Avenues United FC             | 4       | 2009-10, 2010-11, 2012, 2017       |
| Hope International FC         | 4       | 2003-04, 2005-06, 2014-15, 2019-20 |
| Pastures United FC            | 2       | 2013-14, 2018-19                   |
| Camdonia Chelsea SC           | 1       | 1998-99                            |
| Universal Mufflers Samba FC † | 1       | 2004-05                            |
| System 3 FC                   | 1       | 2016                               |
| Jebelle FC                    | 1       | 2022-23                            |
| North Leeward Predators       | 1       | 2024-25                            |

- † Equipo desaparecido.